# Velo della Veronica

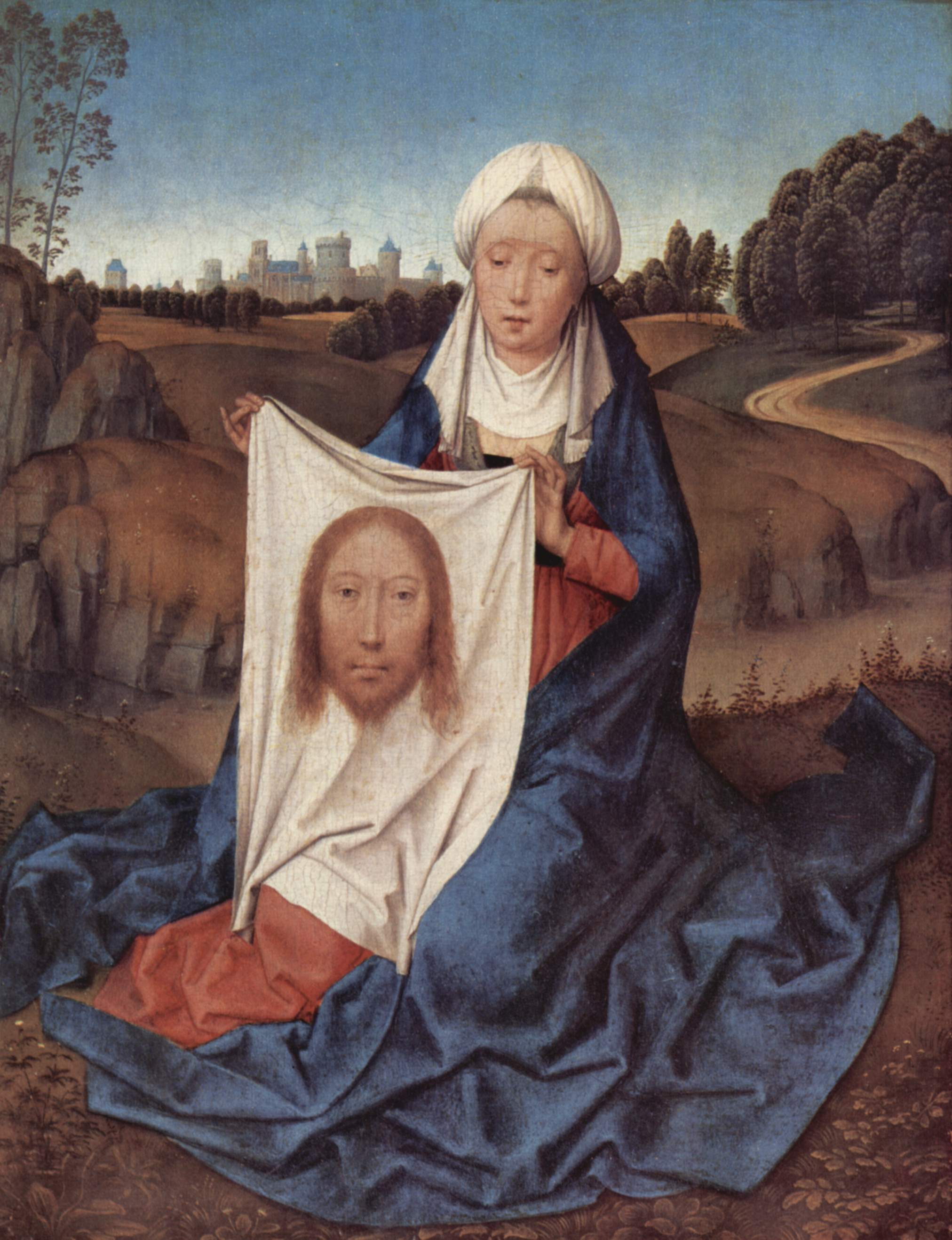
Santa Veronica e il velo con il volto di Gesù, dipinto del 1433 di Hans Memling.

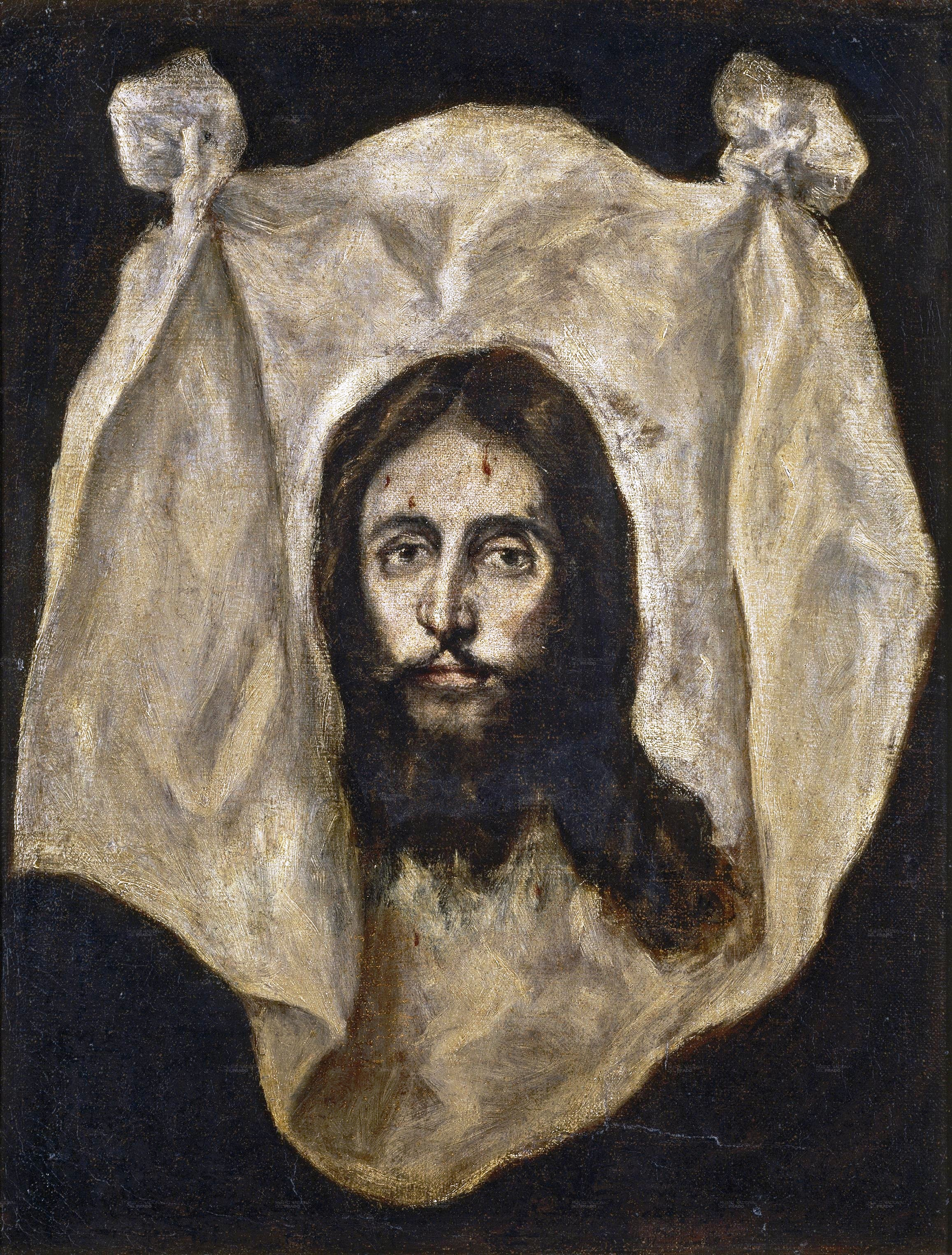
Il Velo della Veronica, dipinto di El Greco nel 1586-1595 al Museo del Prado.

Il velo della Veronica è una famosa reliquia, di cui ci sono pervenute diverse versioni. Consiste in un panno, presumibilmente di lino, in origine possesso di santa Veronica, dov'è impresso un volto che si ritiene essere quello di Gesù.

## Origine della storia
La storia del velo della Veronica si è progressivamente sviluppata lungo i secoli.
Nei Vangeli sinottici, composti entro il I secolo, è presente il racconto di una donna anonima che viene miracolosamente guarita da un flusso di sangue toccando Gesù (Mt+9,20-22. Mc+5,25-34. Lc+8,43-48). A parte questo accenno, l'emorroissa non viene citata altrove nel Nuovo Testamento.
Nell'apocrifo Vangelo di Nicodemo, scritto originariamente in greco nel II secolo e pervenutoci in diverse redazioni o recensioni, l'emorroissa ricompare durante il processo di Gesù testimoniando inutilmente a suo favore. Nella recensione greca A (cap. 7, tr. it.), l'emorroissa è anonima, mentre nel papiro copto di Torino (cap. 5,6 tr. it.) e nella recensione latina (cap. 7, tr. it.) la donna è chiamata Veronica. Il nome è l'adattamento del greco "Berenice" (Βερενίκη), forma macedone corrispondente al greco classico "Ferenice" (Φερενίκη), significante "portatrice di vittoria" (φέρειν = portare + νίκη = vittoria).
È probabile che nel passaggio dal greco al latino l'assonanza del nome "Veronica" con vera icona (= vera icona-immagine) abbia progressivamente generato nella fantasia popolare la leggenda della "Vera icona" della "Veronica".
In passato, si riteneva al contrario che il nome della donna fosse derivato dall'immagine.
La leggenda fa la sua prima comparsa in alcuni scritti apocrifi tardi appartenenti al Ciclo di Pilato (talvolta erroneamente citato come Atti di Pilato): Guarigione di Tiberio, Vendetta del Salvatore e Morte di Pilato.
I tre scritti ci sono pervenuti in autonome redazioni latine medievali (rispettivamente del VIII, IX e XIV secolo) che derivano da una versione precedente andata perduta, probabilmente del VI secolo. La trama dei tre apocrifi è sostanzialmente la stessa: l'imperatore Tiberio gravemente ammalato invia a Gerusalemme Volusiano che punisce i responsabili della morte di Gesù, trova una sua immagine in possesso della Veronica (coincidente con l'anonima emorroissa sanata da Gesù, vedi Mc 5,25-34 e paralleli), la conduce a Roma e grazie a lei l'imperatore è guarito.
Nella Guarigione di Tiberio (tr. it.), il testo più antico, l'immagine di Gesù era usata dalla Veronica come cuscino e ciò le procurava una buona salute. Aveva fatto dipingere l'immagine "per amor suo". Dopo la guarigione, Tiberio adora l'immagine di Gesù e ordina che "fosse circondata di oro e di pietre preziose".
Nella Vendetta del Salvatore (tr. it.) non è specificato se l'origine dell'immagine sul panno di lino sia miracolosa o dipinta. Il panno è conservato avvolto in un tessuto d'oro riposto in uno scrigno, è oggetto di venerazione ed è causa di miracoli.
La Morte di Pilato (tr. it), il testo più recente, specifica invece l'origine miracolosa dell'immagine in possesso della Veronica: "Quando il mio Signore girava predicando, io con molto dispiacere ero privata della sua presenza; volli perciò dipingermi un'immagine affinché, privata della sua presenza, avessi un sollievo almeno con la rappresentazione della sua immagine. Mentre stavo portando un panno da dipingere al pittore, mi venne incontro il mio Signore e mi domandò dove andavo. Avendogli manifestato il motivo del mio viaggio, egli mi richiese il panno e me lo restituì insignito della sua venerabile faccia".
Nel rito popolare della Via Crucis, sviluppato e consolidato nel basso medioevo, è presente una diversa versione della leggenda: la Veronica incontrò Gesù durante la sua salita al Calvario e gli asciugò il volto con un panno di lino, dove sarebbe rimasta impressa la sua immagine.

## Reliquie contemporanee
Sono numerose le reliquie cristiane pervenuteci o perdute che la tradizione cristiana ha identificato con il Velo della Veronica.
- Un'immagine conservata presso la basilica di san Pietro in Vaticano.
- Un'immagine conservata presso il monastero dei Ss. Cosma e Damiano in Tagliacozzo (AQ), presumibilmente copia di un esemplare che si suppone custodito in san Pietro in Vaticano.
- Un'immagine conservata presso la cappella Matilde in Vaticano.
- Un'immagine conservata presso il palazzo Hofburg a Vienna, in Austria.
- Un'immagine conservata presso il monastero de la Santa Faz ad Alicante, in Spagna.
- Un'immagine conservata presso la cattedrale di Jaén, in Spagna.
- Un'immagine conservata presso la chiesa di san Bartolomeo degli Armeni a Genova.
- Il Volto Santo di Manoppello (PE).

## Velo, mandylion e sindone
Secondo alcuni storici cristiani, le leggende relative al velo della Veronica, che nelle versioni pervenuteci sono sicuramente a-storiche, poggiano comunque su un dato storico: l'esistenza nell'antichità di una reliquia con il volto di Gesù, il mandylion (= "fazzoletto" in siriaco) di Edessa. Da questa antica reliquia si sarebbero diffuse in occidente sia copie di essa sia le varie leggende a esse associate.
Quanto alla sindone di Torino, il legame diretto tra questa e le leggende è inesistente: la sindone è un lenzuolo funebre e reca impressa una figura intera umana, mentre le leggende, come le icone pervenuteci, sono relative a un panno di limitate dimensioni con il solo volto raffigurato.
Secondo i sindonologi autenticisti, tuttavia, la sindone di Torino coincide con il mandylion di Edessa, che sarebbe stato esposto alla venerazione pubblica piegato in modo tale da mostrare il solo volto. Secondo questa ipotesi quindi le leggende e le copie occidentali del velo della Veronica si fondano indirettamente sulla sindone-mandylion, e l'esame dei tratti iconografici comuni a veli e sindone ne sarebbe la prova.

La cappella del Volto Santo sulla via Dolorosa, Gerusalemme.

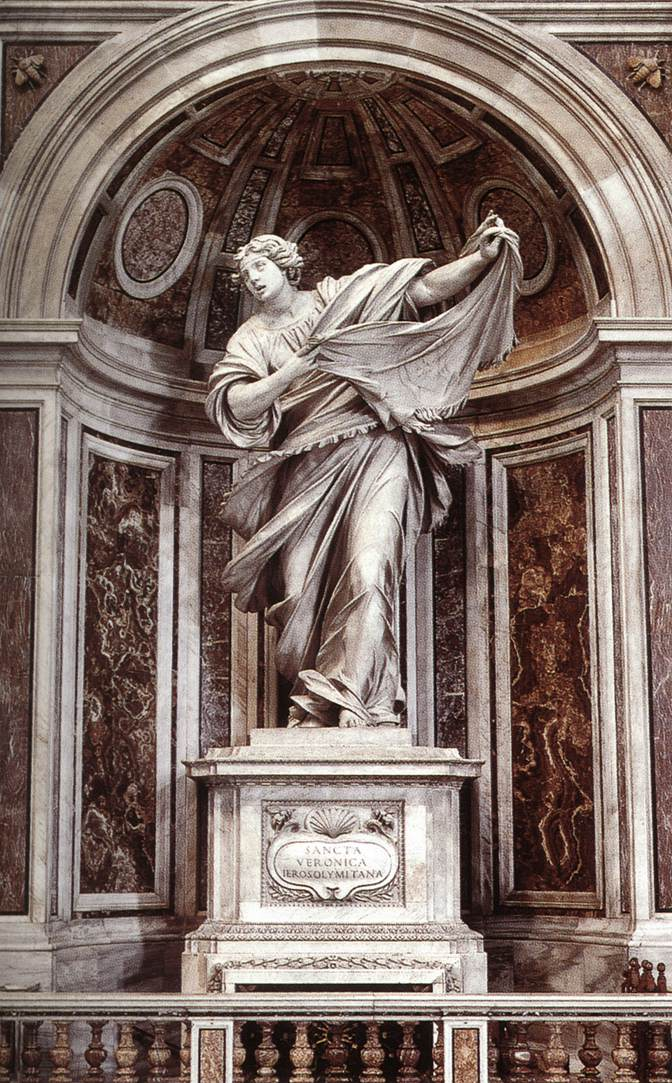
Santa Veronica, scultura di Francesco Mochi (1629-1632). Basilica di San Pietro in Vaticano.

Il velo della Veronica, spesso chiamato semplicemente "la Veronica" e noto in italiano come il "Volto santo" (ma da non confondersi con il crocifisso intagliato Volto Santo di Lucca), è una reliquia cattolica che, secondo la leggenda, ritrae l'immagine del volto di Gesù non prodotta da mano umana (cioè un acheropita). La versione più recente della leggenda narra che Veronica da Gerusalemme incontrò Gesù lungo la via Dolorosa sulla strada verso il Calvario; quando la donna si fermò per asciugarne il sudore (latino suda) dal viso con il suo velo, l'immagine di Cristo fu impressa sul panno. L'evento è commemorato da una delle stazioni della Croce. Secondo alcune versioni, Veronica più tardi si recò a Roma per presentare il panno all'imperatore romano Tiberio. Il velo possiede proprietà miracolose, in quanto in grado di spegnere la sete, curare la cecità, e talvolta perfino risuscitare i morti.
La storia non è documentata nella sua forma attuale fino al Medioevo e, per questa ragione, non è probabile che sia verità storica. Piuttosto, è più probabile che le sue origini possano trovarsi nella storia dell'immagine di Gesù associata con la Chiesa orientale conosciuta come il mandylion, unita al desiderio dei fedeli di poter vedere il volto del loro redentore. Durante il XIV secolo, divenne un'icona centrale nella Chiesa Occidentale – nelle parole del direttore di Museo Neil Macgregor – "Dal XIV secolo in poi, dovunque sia andata la chiesa di Roma, la Veronica è andata con lei". Tutto comunque rimane nelle pure e semplici probabilità, essendo impossibile fornire alcuna certezza sull'argomento.

## Racconto biblico
Non ci sono riferimenti alla storia di Veronica e del suo velo nei Vangeli canonici. Il più vicino è il miracolo della donna che fu curata toccando l'orlo della tunica di Gesù (Luca 8,43-48); il suo nome è più tardi identificato con Veronica dagli apocrifi "Atti di Pilato". La storia fu in seguito elaborata nell'XI secolo aggiungendo che Cristo le diede un ritratto di se stesso su un panno, con cui lei più tardi curò Tiberio. Il collegamento di ciò con la Via Crucis nella Passione, e l'apparizione miracolosa dell'immagine avviene solo intorno al 1380, nel libro internazionalmente popolare, Meditazioni sulla vita di Cristo. È anche a questo punto che altri dipinti dell'immagine cambiano fino a comprendere una corona di spine, sangue, e l'espressione di un uomo sofferente.
Sulla via Dolorosa a Gerusalemme c'è una piccola cappella, nota come la cappella del Volto santo.
Tradizionalmente, questa è considerata la casa di Santa Veronica e luogo del miracolo.
Secondo l'Enciclopedia Cattolica il nome "Veronica" è una parola composta popolare con la parola latina Vera, che significa vera, e la parola greca icon che significa "immagine"; il velo di Veronica pertanto fu ampiamente considerato, nel Medioevo, come la "vera immagine" e la veridica rappresentazione di Gesù, precedente alla sindone di Torino.

## Storia
Si è spesso ipotizzato che la Veronica fosse presente nella vecchia chiesa di San Pietro durante il papato di Giovanni VII (705-8), dato che la cappella conosciuta come la cappella della Veronica fu costruita durante il suo regno, e questa sembra essere stata l'opinione di scrittori più tardi. Tutto questo è ben lontano dall'essere certo, comunque, dato che i mosaici che adornano questa cappella non si riferiscono in alcun modo alla storia della Veronica. Inoltre gli scrittori contemporanei non fanno riferimento al Velo in questo periodo. Sembrerebbe comunque che la Veronica si trovasse sul posto per il 1011, quando uno scriba fu identificato come custode del panno.
Comunque, memorie sicure del velo iniziano solo nel 1199 quando due pellegrini di nome Gerald de Barri (Giraldus Cambrensis) e Gervasio di Tilbury fecero due racconti in tempi diversi di una visita a Roma che facevano riferimento diretto all'esistenza della Veronica. Poco dopo ciò, nel 1207, il panno acquistò maggiore notorietà quando fu mostrato ed esposto pubblicamente dal papa Innocenzo III nel 1297, che garantì anche indulgenze a chiunque vi pregasse davanti. Questa ostensione, tra S. Pietro e l'ospedale Santo Spirito, divenne un evento annuale e in una di tali occasioni nel 1300 il papa Bonifacio VIII, fu ispirato a proclamare il primo giubileo nel 1300. Durante questo Giubileo la Veronica fu mostrata pubblicamente e divenne una delle "Mirabilia Urbis" ("meraviglie della Città") per i pellegrini che visitavano Roma. Per i successivi duecento anni la Veronica fu considerata come la più preziosa di tutte le reliquie cristiane.
Quando avvenne il sacco di Roma nel 1527, alcuni scrittori riferirono che il velo era stato distrutto: messer Unbano alla duchessa di Urbino dice che la Veronica fu rubata e passata per le taverne di Roma. Altri scrittori testimoniano della continuità della sua presenza nel Vaticano: un testimone del saccheggio dice che la Veronica non fu trovata dai saccheggiatori.
Molti artisti dell'epoca crearono riproduzioni del velo, ma nel 1616 il papa Paolo V proibì la produzione di copie del velo della Veronica a meno che non fossero eseguite da un canonico della basilica di San Pietro. Nel 1629 il papa Urbano VIII non solo proibì che si facessero riproduzioni del velo della Veronica, ma ordinò anche la distruzione di tutte le copie esistenti. Il suo editto dichiarò che chiunque avesse accesso a una copia doveva portarla al Vaticano, pena la scomunica.
Dopo il velo scomparve quasi totalmente dalla vista pubblica, e la sua storia dopo quella data non è documentata. Esiste la possibilità che sia rimasta in San Pietro fino a oggi; questo sarebbe coerente con le limitate informazioni che il Vaticano ha fornito nei secoli recenti.

## Immagini tradizionalmente collegate con il velo della Veronica
Ci sono almeno sei immagini esistenti che si somigliano molto e che si pretende siano il Velo originale, una sua copia diretta o, in due casi, il velo di Edessa. Ogni membro di questo gruppo è racchiuso in una elaborata cornice esterna con all'interno un foglio di metallo dorato, nel quale è praticata un'apertura dove appare il volto; all'estremità inferiore del volto ci sono tre punti che corrispondono alla forma di capelli e barba.

### Basilica di San Pietro
C'è stata sicuramente un'immagine conservata nella basilica di San Pietro che si sostiene essere la stessa Veronica venerata nel Medioevo. Questa immagine sarebbe tuttora conservata nella cappella che si trova dietro il poggiolo nel pilastro sud-occidentale che sostiene la cupola.
Sono state registrate pochissime ispezioni nei tempi moderni e non ci sono fotografie dettagliate. L'ispezione più dettagliata registrata nel XX secolo avvenne nel 1907 quando lo storico dell'arte gesuita Joseph Wilpert fu ammesso a rimuovere due lastre di vetro per ispezionare l'immagine. Egli commentò che vide solo ‘un pezzo quadrato di stoffa leggermente colorata, alquanto scolorita dall'età, che porta due deboli macchie marrone-ruggine, unite l'una all'altra.
Ciò nonostante, tale immagine è ancora mostrata ogni anno la domenica di Passione. La benedizione ha luogo dopo i Vespri tradizionali alle 17.00. C'è una breve processione nella basilica, accompagnata dalla litania romana. Una campana suona e tre canonici portano la pesante cornice fuori sulla balconata sopra la statua di santa Veronica che tiene il velo (Video) (Foto).

Con questa vista limitata, però, non si vede alcuna immagine ed è possibile solo distinguere la forma della cornice interna. Quindi persiste il mistero della attuale esistenza o meno della sacra immagine in San Pietro anche in considerazione del fatto che un telo già vecchio di quindici secoli era riconoscibilissimo dalle masse popolari dell'epoca, presumibilmente a rispettosa distanza, mentre ora, pochi secoli dopo, è diventato, con rapidità almeno sospetta, un "pezzo quadrato di stoffa" che "porta due deboli macchie marrone-ruggine".

### Il palazzo Hofburg a Vienna
Questa è una copia importante della Veronica, identificata con la firma di P. Strozzi nell'angolo destro della cornice interna. Egli era il segretario del papa Paolo V, e un uomo di cui il notaio vaticano Jacopo Grimaldi riferisce come avere eseguito una serie di sei copie meticolose del velo nel 1617.
L'esterno della cornice è relativamente moderno, mentre la cornice interna è di fattura rozza e corrisponde allo schema ritagliato di copie precedenti. Il volto all'interno è molto sporco, più una serie di macchie in cui si possono identificare solo i nudi elementi di naso, occhi e bocca. Questo testimonierebbe dell'autenticità della copia dato che non esiste chiaramente alcun tentativo di miglioramento artistico. Inoltre, il fatto che sarebbe stata copiata dalla copia del Vaticano dopo il sacco di Roma nel 1527 suggerisce che l'immagine originale può essere sopravvissuta a quell'evento.
È conservata nella Schatzkammer dei tesori sacri e secolari della dinastia degli Asburgo, nel palazzo di Hofburg a Vienna.

### Monastero del Volto santo, Alicante, Spagna
Questa reliquia fu acquistata dal papa Niccolò V da alcuni parenti dell'imperatore di Bisanzio nel 1453. Il velo fu dato poi da un cardinale del Vaticano a un prete spagnolo, Mosen Pedro Mena, che lo portò ad Alicante nella Spagna meridionale, dove arrivò nel 1489, nello stesso tempo che una grave siccità affliggeva il territorio. Portato in processione il 17 marzo da un prete di Alicante, Padre Villafranca, una lacrima spuntò sulla faccia del Cristo del velo e iniziò a piovere. La reliquia è ora custodita nel monastero del Volto santo (monasterio de la Santa Faz), alla periferia di Alicante, in una cappella costruita nel 1611 e decorata tra il 1677 e il 1680 dallo scultore José Vilanova, dal doratore Pere Joan Valero e dal pittore Juan Conchillos. La cappella è decorata con dipinti raffiguranti la fine miracolosa della siccità, personalità locali associate alla fondazione della cappella e temi religiosi di giudizio e salvazione. Il Monastero fu ampiamente restaurato tra il 2003-2006, insieme alla cattedrale di San Nicola e alla basilica di S. Maria nel centro della città, e nel 2006 i tre edifici ospitarono una mostra sulla reliquia con il nome di Il Volto dell'Eternità.

### La cattedrale di Jaén, a Jaén, in Spagna
La cattedrale di Jaén nella Spagna meridionale ha una copia della Veronica che probabilmente risale al XIV secolo e ha origine a Siena. È conservata in una teca accanto all'altare maggiore ed è messa in mostra annualmente il venerdì Santo e nella Festa dell'Assunzione.
È nota come il Santo Rostro e fu acquistata dal vescovo Nicola de Biedma nel XIV secolo..

## Immagini simili collegate al Mandylion

### Sacro volto di Genova
Questa immagine è conservata nella modesta chiesa di S. Bartolomeo degli Armeni, Genova, dove fu donata, nel XIV secolo, al doge Leonardo Montaldo dall'imperatore bizantino Giovanni V Paleologo.
È stato oggetto di uno studio dettagliato del 1969 di Colette Dufour Bozzo, che datò la cornice esterna al tardo XIV secolo, mentre la cornice interna e l'immagine stessa si crede siano state originate più tardi. Bozzo trovò che l'immagine era impressa su di un panno che era stato incollato a una tavola di legno.
La somiglianza dell'immagine con il velo della Veronica suggerisce un collegamento tra le due tradizioni.

### Volto santo di San Silvestro
Questa immagine fu conservata nella chiesa romana di San Silvestro fino al 1870 e si trova ora nella cappella Matilda in Vaticano. È collocata in una teca barocca donata da una certa Sorella Dionora Chiarucci nel 1623. La prima evidenza della sua esistenza è il 1517 quando alle monache fu vietato di mostrarlo per evitare competizione con la Veronica.
Come l'immagine di Genova è dipinta su legno e verosimilmente si tratta di una copia.
Fu esposta all'Expo 2000 in Germania, presso il padiglione della Santa Sede.

## Immagine di Manoppello

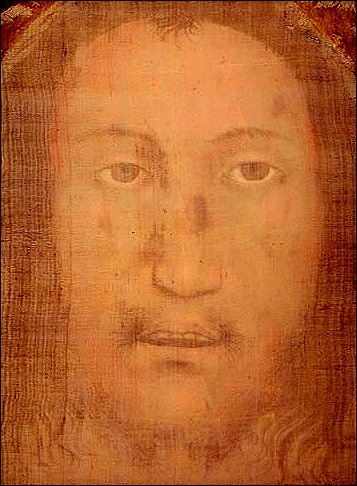
Immagine di Manoppello.

Nel 1999, padre Heinrich Pfeiffer, professore di storia dell'arte e iconografia cristiana nella facoltà di Storia e beni culturali della Chiesa della Pontificia Università Gregoriana di Roma, annunciò in una conferenza stampa a Roma che aveva trovato il velo in una chiesa del monastero cappuccino, nel paese di Manoppello, Italia, dove era stato dal 1660. Il professor Pfeiffer in realtà stava promuovendo l'immagine già da molti anni.
Secondo la tradizione locale, un pellegrino anonimo arrivò nel 1506 e lo diede a Giacomo Antonio Leonelli, che stava seduto su una panchina di fronte alla chiesa. Il dottore andò in chiesa e aprì l'involucro contenente il velo. Il velo rimase in possesso della famiglia Leonelli fino al 1608. Pancrazio Petrucci, un soldato sposato con un membro femminile della famiglia, Marzia Leonelli, rubò il velo nella casa del suocero. Pochi anni dopo, Marzia lo vendette per 4 scudi a Donato Antonio De Fabritiis per riscattare il marito, prigioniero a Chieti. Il velo fu dato da De Fabritiis ai cappuccini che ancora oggi lo possiedono. Questa storia fu documentata da padre Donato da Bomba nel suo “Relatione historica”, in successive ricerche iniziate nel 1640. Il professor Pfeiffer ritiene che l'immagine è la Veronica stessa, che lui suggerisce fu rubata dal Vaticano durante la ricostruzione che ebbe luogo nel 1506.
Egli indica inoltre che è il tessuto posto sopra il volto di Gesù nella tomba e l'immagine era un sottoprodotto delle forze scatenate dalla resurrezione, le stesse forze che egli crede abbiano formato l'immagine sulla sindone di Torino. In aggiunta egli ha suggerito una storia del velo che torna al I secolo. Tale ipotesi tuttavia è per l'appunto tale non essendo possibile, ovviamente, supportarla dall'evidenza. Il papa Benedetto XVI ha visitato il velo il 1º settembre 2006. Subito dopo la visita ha innalzato il santuario ospitante (Santuario del Volto Santo di Manoppello) al rango di Basilica Minore.
Il tessuto sembrerebbe fatto di una rara fibra marina detta bisso. Secondo Paul Badde, corrispondente del Vaticano per Die Welt, questo è un tipo di tessuto che di solito è presente solo nelle tombe dei faraoni egizi.
Detto del parere di esperti identificabili, passiamo al parere di alcuni, con identità e competenze non specificate, con pareri diversi.
Alcuni sostengono che, nonostante le pretese di origini divine, il volto sul velo a Manoppello è in apparenza conforme alle caratteristiche di un'immagine artificiale. Stilisticamente simile alle immagini che datano al tardo Medioevo o primo Rinascimento, tipico delle rappresentazioni della figura umana di questo periodo; sembrerebbe ingenuamente eseguito, con numerose funzionalità stilizzate, che dimostrerebbero che il presunto artista o non ha capito, o non ha voluto rispettare i principi di base della proporzione che normalmente si applicano per rendere realistica la forma umana.
Inoltre, non c'è evidenza che collega il panno con Roma né certezza che il volto, da alcuni supposto dipinto, abbia qualche collegamento con Gesù, collegamenti evidentemente certi in altre reliquie; uno scrittore suggerisce che è infatti un autoritratto perduto dell'artista Albrecht Dürer. (Si noterà che questa tesi, che vorrebbe una affatto provata realizzazione dell'artista tedesco, contrasta nettamente con la precedente che parla di opera ingenuamente eseguita e con molti difetti). Un'ulteriore obiezione, avanzata da Ian Wilson, uno scrittore che si occupa di storia, esoterismi e occultismo, è che poiché l'immagine non reca una somiglianza familiare alle copie conosciute (vedi sopra), non può essere la versione della Veronica che era venerata nel Medioevo.

## Arte rappresentativa

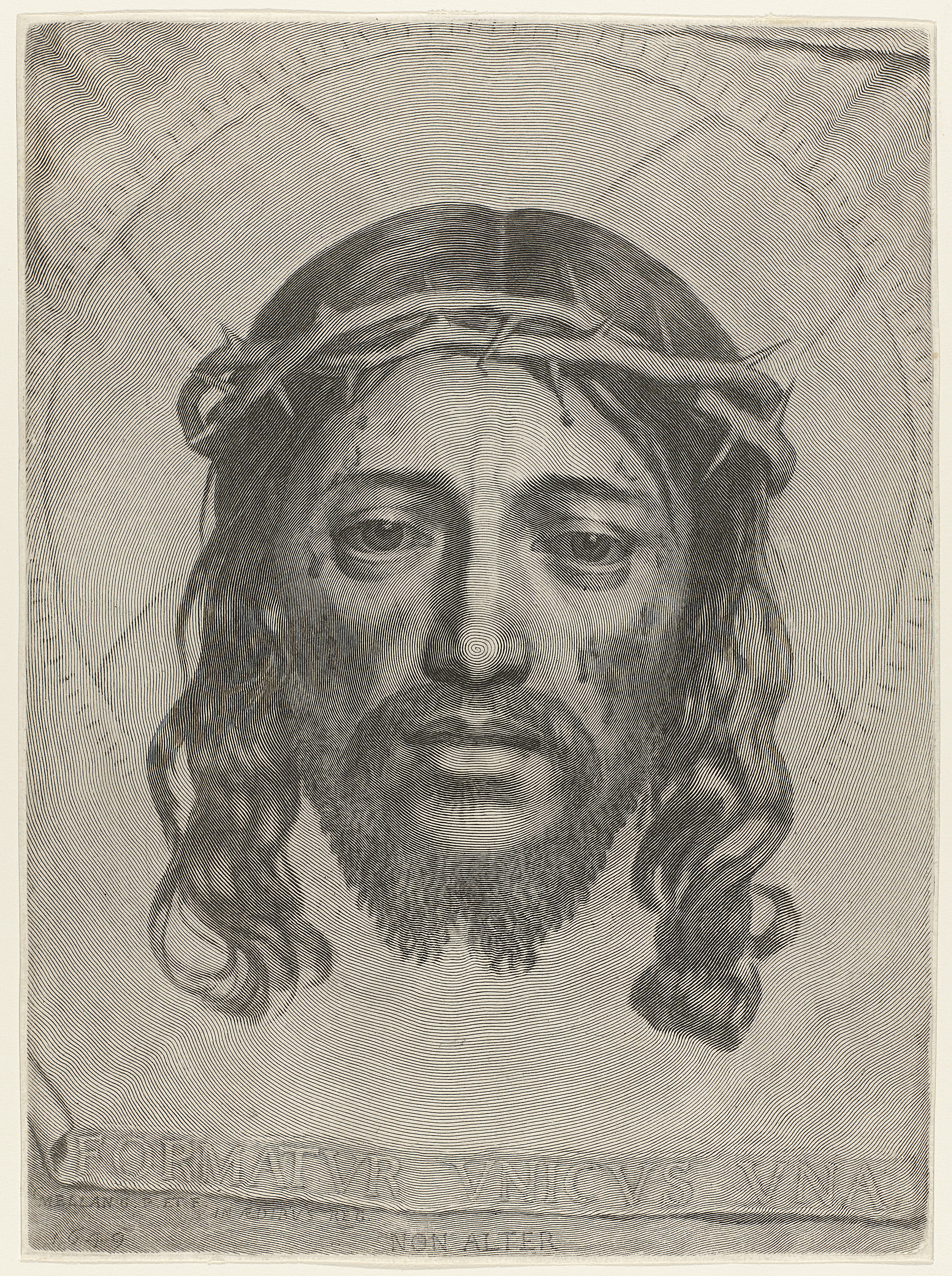
Sudario di santa Veronica, incisione di Claude Mellan (1649).

Ci sono due tradizioni principali per l'iconografia del volto dipinto sul velo. Una tradizione (Tipo I), comune nell'arte italiana, mostra il volto di Cristo con la barba, doloroso, flagellato e spesso coronato di spine. Un'altra (Tipo II), comune nell'arte russa e spagnola, mostra il volto di Cristo più spesso rilassato, con i capelli lunghi fino alle spalle, con una barba spartita in due punte, spesso circondato da un'aureola in cui è inscritta la croce.
Tipo I
- Velo di Veronica Domenico Fetti, circa 1620.
- Santo Volto di Giambono, XV secolo. Museo civico, Pavia, Italia.
- Santo Volto sorretto da due angeli di Juan Sánchez Cotan, 1620-1625. Monastero di Cartuja, Granada.
- Santo Volto di Domenikos Theotokopoulos (El Greco). Convento delle suore cappuccine, Toledo.
- Velo di Veronica di Francisco de Zurbarán, XVII secolo. Chiesa parrocchiale di S. Pietro, Siviglia.
- Velo di Veronica, basso rilievo. Paliotto dell'altare "Madonna del Carmine", Chiesa Parrocchiale, Montesano Salentino (LE).Velo di Veronica, basso rilievo. Paliotto dell'altare "Madonna del Carmine", Chiesa Parrocchiale, Montesano Salentino (LE).

Tipo II

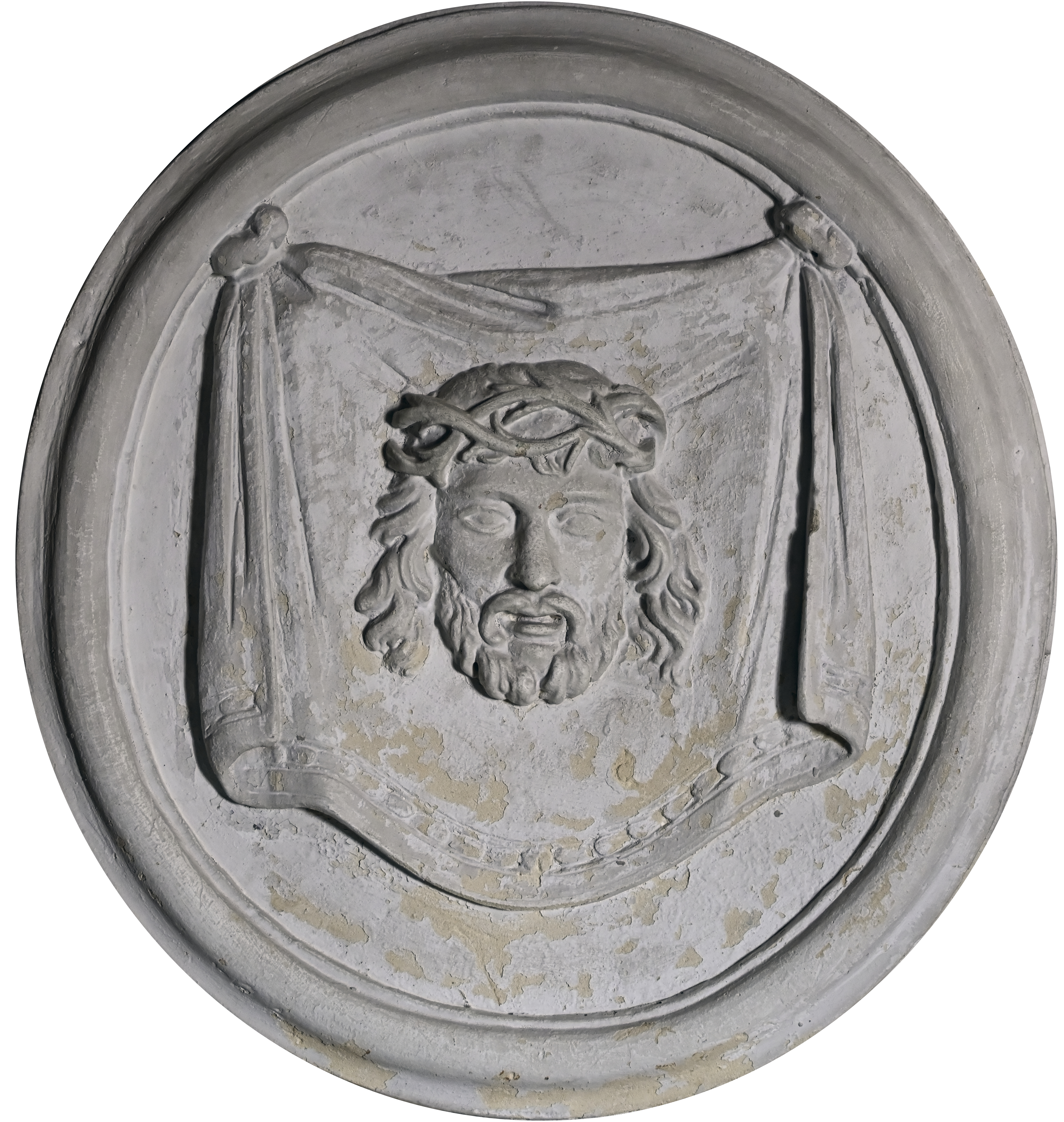
Velo di Veronica, basso rilievo. Paliotto dell'altare "Madonna del Carmine", Chiesa Parrocchiale, Montesano Salentino (LE).

- Sudario di santa Veronica di Claude Mellan, 1649.
- Dittico di santa Veronica con Cristo e la Vergine Maria di Bernardo Martorelli, XV secolo. Museo di Mallorca.
- Santo volto, anonimo, inizi del XVII secolo. Galleria Tret'jakov, Mosca.
- Santo volto di Simon Ušakov, 1678. Galleria Tret'jakov, Mosca.
- Miracolo della lacrima di Juan Conchillos, 1680. Cappella della Vergine del monastero del Santo volto, Alicante.
- Miracolo dei tre volti di Juan de Miranda, 1767. Alicante.
- Santa Veronica di Antonio Castillo Lastrucci, 1946. Basilica di S. Maria, Alicante.

## Letteratura
Il Velo della Veronica è menzionato da Dante Alighieri nella Divina Commedia e da Francesco Petrarca. Dante nel Paradiso (Paradiso - Canto trentunesimo, vv. 103-111) scrive: "Qual è colui che forse di Croazia / viene a veder la veronica nostra…". Petrarca nel suo Canzoniere, nel sonetto "Movesi il vecchierel canuto e bianco" (XVI), accostando amore sacro e amore profano, paragona la partenza di un vecchio per recarsi a Roma a vedere la Veronica, immagine di Cristo, alla ricerca che fa il poeta dell'immagine della donna amata in quella di altre donne (o di un'altra donna).